# Spiroplectamminina
Spiroplectamminina es un suborden de foraminíferos del orden Lituolida que agrupa taxones tradicionalmente incluidos en el suborden Textulariina del orden Textulariida. Su rango cronoestratigráfico abarca desde el Carbonífero hasta la Actualidad.

## Clasificación
Spiroplectamminina incluye a las siguientes superfamilias:
- Superfamilia Spiroplectamminoidea
- Superfamilia Pavonitinoidea